# Giorgio Lovecchio
Giorgio Lovecchio (Foggia, 5 marzo 1978) è un politico italiano, deputato di Forza Italia.
Dal 13 giugno al 21 giugno 2018 ha fatto parte della Commissione speciale per l'esame di atti del Governo, mentre a partire da quello stesso giorno è componente della V Commissione (Bilancio, Tesoro e Programmazione).

## Carriera politica
È iniziato la sua esperienza politica con una duplice esperienza alle elezioni amministrative quale candidato consigliere comunale nelle liste del Movimento 5 Stelle. In particolare, nel 2014 si è candidato a Foggia, nella compagine sfiduciata da Beppe Grillo durante la campagna elettorale, totalizzando 89 preferenze. Nel 2017, invece, si è candidato alle elezioni comunali di Castelluccio dei Sauri, in provincia di Foggia. 
Candidato alle
elezioni politiche del 2018 per il Movimento 5 Stelle, in quanto destinatario di 147 voti (online) all'esito delle cosiddette parlamentarie, viene eletto alla Camera dei deputati per la circoscrizione Puglia nel Collegio plurinominale Puglia - 04.

Nel 2022 si ricandida alle elezioni politiche e viene confermato deputato della Repubblica. Ricopre il ruolo di vicepresidente della Commissione Finanze. Nel settembre del 2024 lascia il M5S perché, a suo dire, si è spostato troppo a sinistra, per aderire a Forza Italia.